# Polla optimaria
Polla optimaria är en fjärilsart som beskrevs av Paul Dognin 1901. Polla optimaria ingår i släktet Polla och familjen mätare. Inga underarter finns listade i Catalogue of Life.